# Josefine Preuß

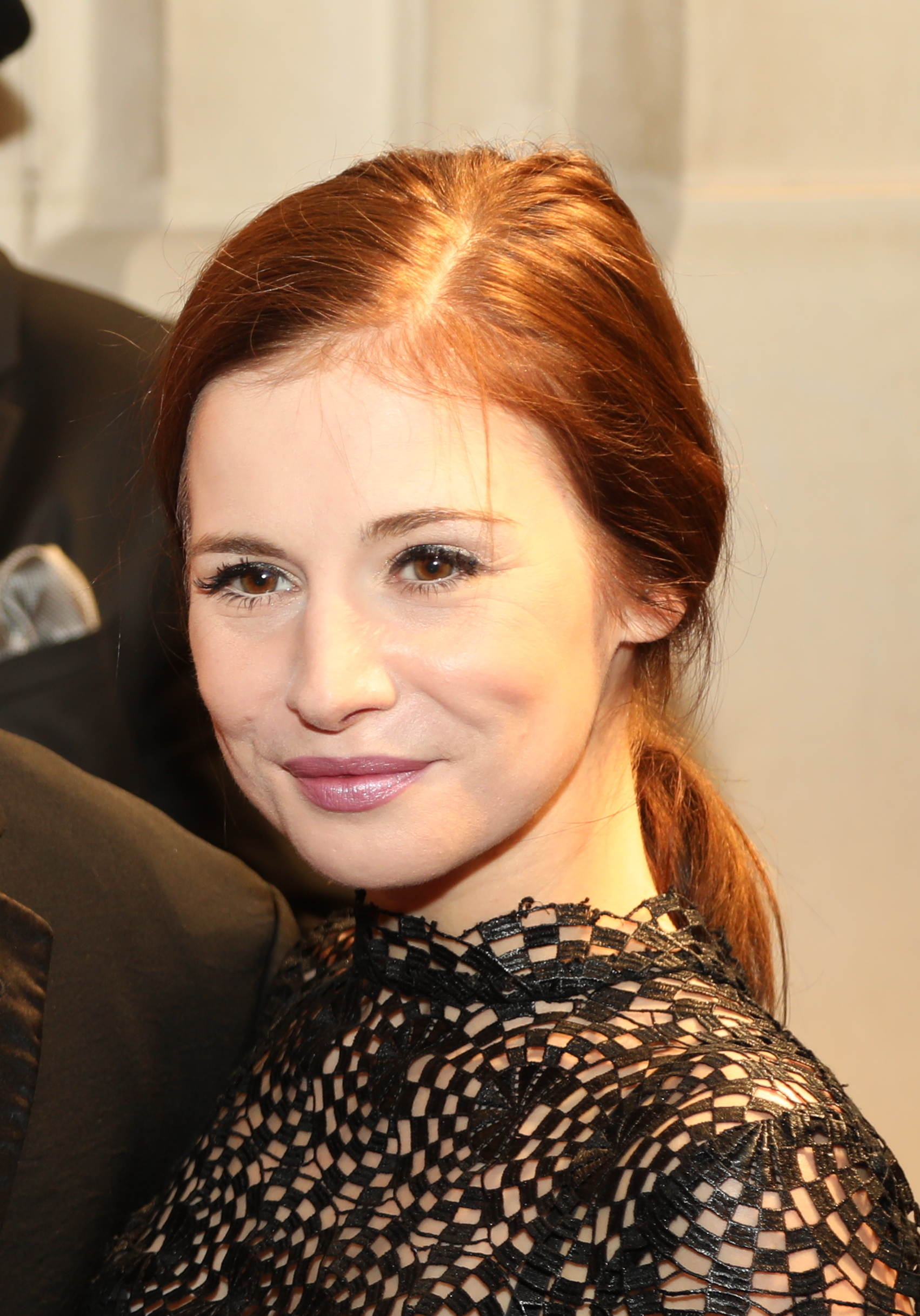
Josefine Preuß (2017)

Josefine Preuß (* 13. Januar 1986 in Zehdenick) ist eine deutsche Schauspielerin, Synchronsprecherin sowie Sprecherin von Hörspielen und -büchern.

## Karriere

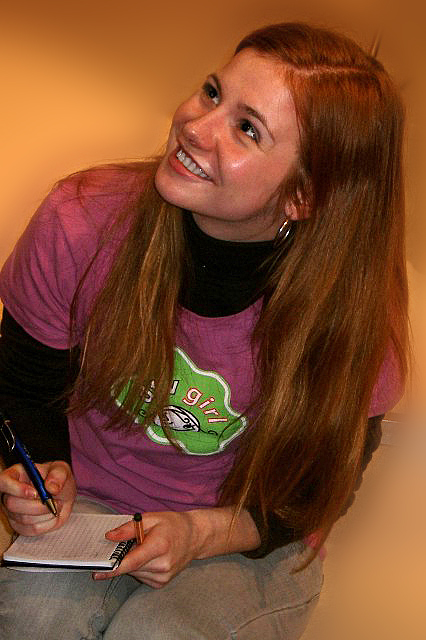
Josefine Preuß (2007)

Als Kind spielte Preuß in der Potsdamer Theatergruppe Taifun und einige Kinderhauptrollen am Hans Otto Theater. Von 2000 bis 2003 war sie in der Kinderserie Schloss Einstein, die im KiKA ausgestrahlt wird, als intrigant-zickige Anna Reichenbach zu sehen. Ihre Figur entwickelte sich zu einer tragenden Rolle und machte sie populär. Im Februar 2006 kehrte sie für einige Folgen zurück. Später folgten diverse kleinere (unter anderem in Inspektor Rolle), aber auch größere Rollen (Jargo). 2004 übernahm sie die Moderation des KiKA-Journals Quergelesen, in dem sie Bücher für Kinder und Jugendliche vorstellte. Im selben Jahr spielte sie die Rolle der Nessie im ProSieben-Spielfilm Klassenfahrt – Geknutscht wird immer. 2005 verkörperte sie die Sophie in der ProSieben-Teeniekomödie Schüleraustausch – Die Französinnen kommen.
Von 2002 bis 2004 besuchte sie die private Schauspielschule Die Etage in Berlin, brach diese im letzten Semester ab und drehte im Anschluss den Film Küss mich, Genosse!, in dem sie die Alexandra spielt. Im Herbst 2005 stand sie in Berlin in der Hauptrolle der Lena Schneider für die erste Staffel der ARD-Vorabendserie Türkisch für Anfänger vor der Kamera. Nach Drehschluss der zweiten Staffel von Türkisch für Anfänger drehte sie in Prag für Dornröschen – Ab durch die Hecke, eine Episode aus der ProSieben-Märchenstunde. Sie spielt darin die Hauptrolle.
2007 spielte sie die Hauptrolle in dem Kurzfilm Stühle im Schnee. Dieser handelt von einer Kindesvergewaltigung und erzählt die Geschichte der Flucht eines jungen Mädchens in die Welt der Phantasie, um der Realität ihrer Entführung und Vergewaltigung zu entrinnen. Aufgrund der drastischen Darstellung bekam der Film von der FSK keine Altersfreigabe. Im Sommer 2008 stand Preuß für weitere Folgen der Serie Türkisch für Anfänger vor der Kamera. 2011 drehte sie in Berlin, München und Thailand mit ihren Serienkollegen den Türkisch-für-Anfänger-Kinofilm.
Sie lieh auch zahlreichen Hörbuchproduktionen ihre Stimme, darunter das Jugendhörbuch Siebenmeter für die Liebe von Dora Heldt, das im Frühjahr 2011 im Jumbo-Verlag erschienen war. Im Oktober 2012 erschien der Animationsfilm Hotel Transsilvanien in den Kinos, wo Preuß neben Elyas M’Barek einer der Hauptrollen, Mavis, ihre Stimme geliehen hat. Im Dreiteiler Das Adlon. Eine Familiensaga, der im Januar 2013 im ZDF ausgestrahlt wurde, verkörperte sie Sonja Schadt.
2013 war sie in dem Horrorfilm Lost Place und in dem Fantasyfilm Rubinrot in der Nebenrolle der Lucy Montrose in den Kinos zu sehen. Die Rolle der Lucy übernahm sie auch in den nachfolgenden Filmen der Filmtrilogie, Saphirblau (2014) und Smaragdgrün (2016). Im Januar 2014 spielte sie im ZDF-Zweiteiler Die Pilgerin – einer Verfilmung des gleichnamigen Romans von Iny Lorentz – die junge Tilla Willinger, die im 14. Jahrhundert als Mann verkleidet das Herz ihres verstorbenen Vaters von einer Reichsstadt an der Donau auf dem Jakobsweg nach Santiago de Compostela bringt.
Seit 2010 ist sie in der Filmreihe Lotta zu sehen. 2016 synchronisierte sie die Häsin Judy Hopps im Animationsfilm Zoomania. 2016 verkörperte sie die Hauptrolle der Fürstin Konstanze von Traunstein im Fernsehfilm Das Sacher. In der vierteiligen neoComedy-Serie des ZDF Nix Festes von 2017 spielte sie eine der Hauptrollen. 2018 spielte sie im ZDF-Fernsehfilm Schattengrund – Ein Harz-Thriller die Hauptrolle der Studentin Nicola Wagner.

## Privates
Josefine Preuß wurde 1986 im brandenburgischen Zehdenick in der DDR geboren und wuchs in Potsdam als Tochter eines Polizeidirektors und einer Deutsch- und Geschichtslehrerin mit einer älteren Schwester auf. Sie besuchte bis zur zehnten Klasse das Helmholtz-Gymnasium Potsdam. Als Jugendliche war sie Leistungssportlerin, u. a. in Rhythmischer Sportgymnastik und Akrobatik. Heute betreibt sie Bogenschießen. Preuß lebt in Berlin.

## Filmografie

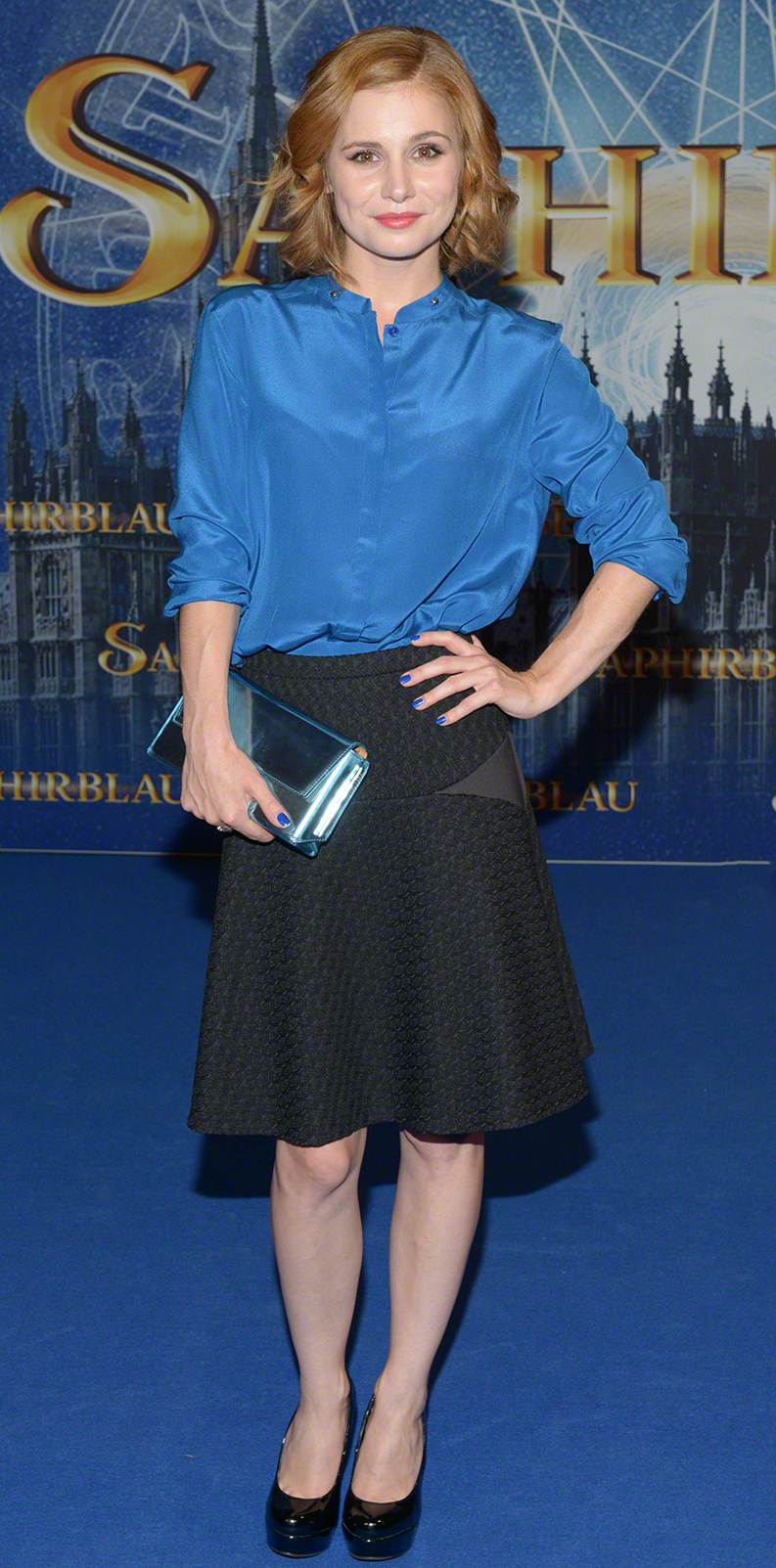
Josefine Preuß bei der Premiere von Saphirblau (2014)

### Kinofilme
- 2004: Jargo
- 2005: Afterhour (Kurzfilm)
- 2007: Stühle im Schnee (Kurzfilm)
- 2011: Rubbeldiekatz
- 2012: Türkisch für Anfänger
- 2012: Hotel Transsilvanien (Hotel Transylvania, Synchronrolle)
- 2013: Rubinrot
- 2013: Epic – Verborgenes Königreich (Epic, Synchronrolle)
- 2013: Lost Place
- 2014: Irre sind Männlich
- 2014: Saphirblau
- 2016: Zoomania (Zootopia, Synchronrolle)
- 2016: Smaragdgrün
- 2017: Vorwärts immer!
- 2018: Verpiss dich, Schneewittchen
- 2019: Klaus (Synchronrolle)

### Fernsehfilme
- 2004: Inspektor Rolle: Herz in Not
- 2004: Das Mörderspiel – Die Blumen des Bösen
- 2004: Klassenfahrt – Geknutscht wird immer
- 2005: Schüleraustausch – Die Französinnen kommen
- 2006: Küss mich, Genosse!
- 2007: Die Märchenstunde – Dornröschen
- 2007: Zwerg Nase
- 2008: Eine wie keiner
- 2009: Die Märchenstunde – Der verflixte Flaschengeist
- 2009: Der Stinkstiefel
- 2009: Richterin ohne Robe
- 2010: Lotta & die alten Eisen
- 2011: Im besten Alter
- 2011: Bermuda-Dreieck Nordsee
- 2011: Beate Uhse – Das Recht auf Liebe
- 2012: Lotta & die großen Erwartungen
- 2013: Lotta & die frohe Zukunft
- 2013: Das Adlon. Eine Familiensaga (Dreiteiler)
- 2014: Die Pilgerin (Zweiteiler)
- 2014: Die Hebamme
- 2014: Alles muss raus – Eine Familie rechnet ab (Zweiteiler)
- 2015: Nord Nord Mord – Clüvers Geheimnis (Reihe)
- 2015: Lotta & das ewige Warum
- 2016: Lotta & der dicke Brocken
- 2016: Die Hebamme 2
- 2016: Das Sacher
- 2017: Der 7. Tag
- 2017: Keine zweite Chance (Zweiteiler)
- 2017: Lotta & der Ernst des Lebens
- 2018: Schattengrund – Ein Harz-Thriller
- 2019: Lotta & der schöne Schein
- 2019: Lotta & der Mittelpunkt der Welt
- 2019: Dein Leben gehört mir
- 2023: Gäste zum Essen

### Fernsehserien und -reihen
- 1998: ORB-Club
- 2000–2003, 2006: Schloss Einstein (Staffel 3–7, 8, 168 Folgen)
- 2002: KiKa Koch-Charts Folge 52. Käsesoufflee
- 2002: Pengo! Steinzeit!
- 2004: Sabine! (Folge 1x02 Kurzer Prozess)
- 2004–2007: quergelesen
- 2005: Abschnitt 40 (fünf Folgen)
- 2005: Im Namen des Gesetzes (Folge 15x08 Panik)
- 2005: In aller Freundschaft (Folge 8x16 Eine Flamme im Wind)
- 2005: SOKO Leipzig – Reinen Herzens
- 2006–2008: Türkisch für Anfänger (Staffel 1–3, 52 Folgen)
- 2006: SOKO Köln – Tod im Kaufhaus
- 2006: SOKO Rhein-Main – Schatten der Vergangenheit
- 2007: Beutolomäus und die Prinzessin
- 2007: Ein Fall für zwei (Folge 27x06 Mord im Museum)
- 2007: Das Duo (Folge 1x16 Echte Kerle)
- 2007: Kommissar Stolberg (Folge 2x05 Eisprinzessin)
- 2008: Dell & Richthoven (Folge 1x02 Der süße Klang der Lüge)
- 2009: Tatort – Vermisst
- 2009: Küstenwache (Folge 13x07 Russisches Roulette)
- seit 2010: Lotta (8 Episoden)
- 2010: Familie Dr. Kleist (Folge 4x05 Kopfzerbrechen)
- 2010: Danni Lowinski (Folge 1x07 Arm dran)
- 2010: Der Staatsanwalt (Folge 4x03 Tod eines Schülers)
- 2010: Tatort – Die Unmöglichkeit, sich den Tod vorzustellen
- 2011: Doctor’s Diary (Folge 3x06 Autsch! Sturz von der Karriereleiter)
- 2014: Tatort – Türkischer Honig
- 2017: Schuld nach Ferdinand von Schirach: (Folge 2x03 Das Cello)
- 2018–2021: Nix Festes (12 Folgen)
- 2019: Todesfrist – Nemez und Sneijder ermitteln
- 2021: Todesurteil – Nemez und Sneijder ermitteln
- 2022: Muspilli (8 Folgen)
- seit 2023: Dr. Nice (Fernsehserie, 9 Folgen)

### Musikvideos
- 2011: Leuchtfeuer von Emma6

## Theater
- 1997: La finta semplice, Hans Otto Theater Potsdam
- 1999–2000: Damen der Gesellschaft, Hans Otto Theater Potsdam

## Hörbücher und Hörspiele (Auswahl)
Preuß ist in ihrer Karriere bereits für mehrere Verlage tätig gewesen, so etwa für Random House Audio, Argon Verlag, Hörbuch Hamburg & Audible.
- Beutolomäus und die Prinzessin (Hörspiel zur Serie)
- Clementine (Sara Pennypacker)
- Clementine schreibt einen Brief (Sara Pennypacker)
- Das Blut der Lilie (Jennifer Donnelly), Der Audio Verlag (DAV), Berlin, 2011, ISBN 978-3-86231-059-3 (6 CDs, 448 Min.)
- Das große Hamstermassaker (Katie Davies)
- Die Auswahl – Cassia und Ky (Ally Condie)
- Die Flucht – Cassia und Ky (Ally Condie)
- Frosch oder Traumprinz (Hermien Stellmacher)
- Für jede Lösung ein Problem (Kerstin Gier)
- Ghostgirl (Tonya Hurley)
- Grimms Märchen (Brüder Grimm) (die Erzählungen: Der Wolf und die sieben jungen Geißlein, Die Gänsemagd, Das Mädchen ohne Hände, Die sieben Raben)
- Harriet – Spionage aller Art (Louise Fitzhugh)
- Happy Family (David Safier)
- Ich schreib dir morgen wieder (Cecelia Ahern)
- Julie und Schneewittchen – Schlimmer geht’s immer (Franca Düwel)
- Julie und die schwarzen Schafe – Schlimmer geht’s immer (Franca Düwel)
- Küss den Wolf. Rotkäppchens zauberhafte Lovestory (Gabriella Engelmann)
- Maxi und Mo – Liebe und Co (Dagmar Geisler)
- Pippi Langstrumpf (Astrid Lindgren)
- Pippi Langstrumpf geht an Bord (Astrid Lindgren)
- Pippi in Taka-Tuka-Land (Astrid Lindgren)
- Philippa und die Traumfee (Liz Kessler)
- Rain – das tödliche Element (Virginia Bergin)
- Rubinrot: Liebe geht durch alle Zeiten (Kerstin Gier)
- Saphirblau: Liebe geht durch alle Zeiten (Kerstin Gier)
- Sehen wir uns morgen?? (Alice Kuipers)
- Siebenmeter für die Liebe (Dora Heldt)
- Smaragdgrün: Liebe geht durch alle Zeiten (Kerstin Gier)
- Türkisch für Anfänger (Hörspiel zum Film)
- Vorhang auf für Clementine (Sara Pennypacker)
- Zoomania (Romanadaption), Hörverlag – ISBN 978-3-8445-2500-7
- Die Übergangsmanagerin (Karen Elste, Audible exklusiv)
- Das Übergangsmanagement (Karen Elste, Audible exklusiv)

## Nominierungen und Auszeichnungen
- 2005: Deutscher Fernsehpreis, Förderpreis Nachwuchsdarsteller für Abschnitt 40
- 2005: Nominiert für den Undine Award, Kategorie beste jugendliche Schauspielerin in einem Fernsehfilm für Klassenfahrt – Geknutscht wird immer
- 2006: Deutscher Fernsehpreis, Beste Serie/Beste Schauspieler Serie für Türkisch für Anfänger, gemeinsam mit Anna Stieblich, Adnan Maral, Elyas M’Barek, Pegah Ferydoni, Emil Reinke und Axel Schreiber[7]
- 2006: Nominiert als beste Darstellerin in einer Comedy-Serie beim 46. Festival de Télévision de Monte-Carlo für die Sitcom Türkisch für Anfänger
- 2007: Nominiert für den Deutschen Comedypreis als beste Schauspielerin
- 2007: Adolf-Grimme-Preis in der Kategorie Unterhaltung stellvertretend für das Darstellerteam in Türkisch für Anfänger
- 2012: Bambi in der Kategorie Film National für Türkisch für Anfänger
- 2014: Nominiert für die Goldene Kamera als beste Schauspielerin National für Das Adlon
- 2014: Sprecherpreis des Trickfilmfestivals Stuttgart
- 2014: Bambi in der Kategorie Schauspielerin national für Die Hebamme